# Aeroportul Enarotali
Aeroportul Enarotali (IATA: EWI, ICAO: WABT) este un aeroport din Enarotali, Paniai Timur⁠(d), Paniai⁠(d), Papua Tengah⁠(d), Indonezia.
Situat la o altitudine de 1.770 m, aeroportul dispune de o singură pistă.